# 12780 Salamony
12780 Salamony è un asteroide della fascia principale. Scoperto nel 1995, presenta un'orbita caratterizzata da un semiasse maggiore pari a 3,1536917 UA e da un'eccentricità di 0,1146454, inclinata di 5,70003° rispetto all'eclittica.